# Rivière du Portage (vattendrag i Kanada, lat 45,95, long -70,45)
Rivière du Portage är ett vattendrag i Kanada.   Det ligger i provinsen Québec, i den sydöstra delen av landet, 400 km öster om huvudstaden Ottawa.
I omgivningarna runt Rivière du Portage växer i huvudsak blandskog. Runt Rivière du Portage är det mycket glesbefolkat, med 2 invånare per kvadratkilometer.